# Travertijn

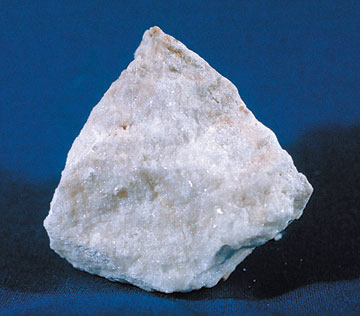
Travertijn

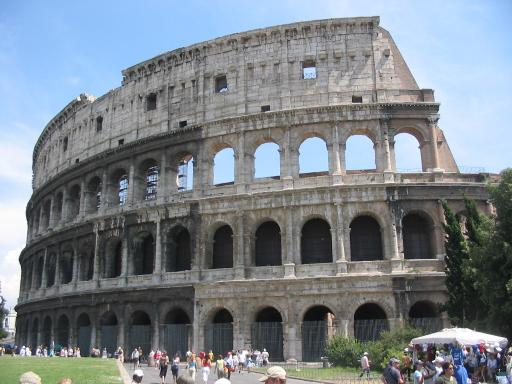
Travertijn verleent het Colosseum een gelige glans

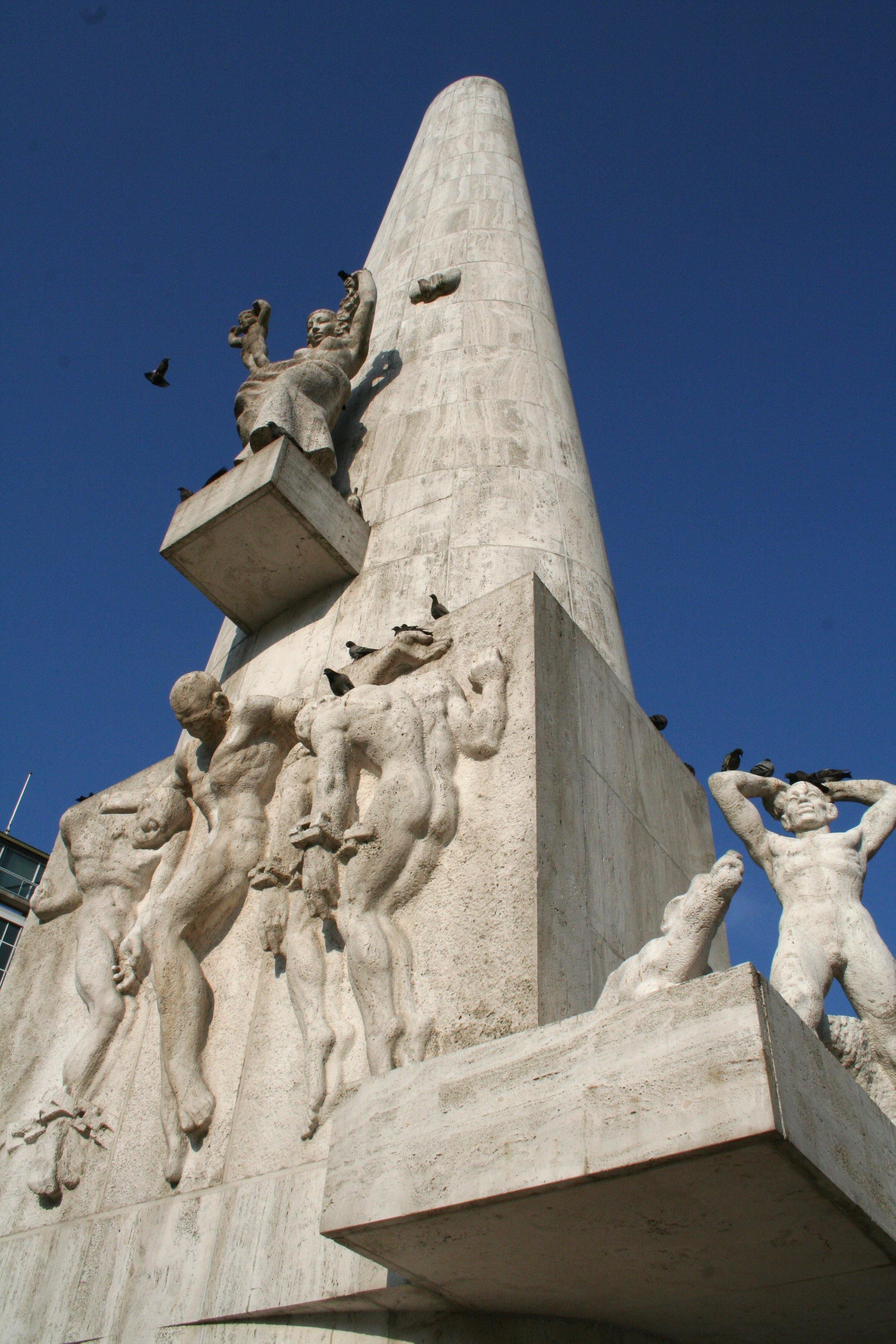
Het Nationaal monument op de Dam in Amsterdam

Travertijn of travertin is een kalksteen die gevormd wordt door de neerslag van kalk uit met calciumcarbonaat (kalk) oververzadigd water uit warme bronnen. Takjes, bladeren en ander materiaal dat in dit water valt en later verteert, veroorzaken de kenmerkende onregelmatige poriën van dit materiaal. Een belangrijke vindplaats van travertijn is het plaatsje Tivoli ten oosten van Rome.
Travertijn ontstaat wanneer het CO2-gehalte in het water lager wordt (bijvoorbeeld door een stijging van de temperatuur) en kalk neerslaat. Dit kan uitgedrukt worden met de volgende chemische vergelijking:
{\displaystyle Ca_{(aq)}^{2+}+2(HCO_{3}^{-})_{(aq)}\rightarrow CaCO_{3(s)}+CO_{2(g)}+H_{2}O_{(l)}}
In de natuur komt travertijn voor bij heetwaterbronnen en geisers, zoals Mammoth Hot Springs in Yellowstone en Pamukkale in Turkije.
Travertijn wordt al vele eeuwen als bouwmateriaal gebruikt. Het Colosseum in Rome is deels opgebouwd uit travertijn. De Sacré-Cœur te Parijs is geheel opgetrokken uit travertijn.
Travertijn kent nog steeds vele toepassingen, bijvoorbeeld voor vensterbanken, werkbladen, salontafels, vloeren, wandbekleding, trappen, bordessen en beeldhouwwerk. 

## Verwering
Travertijn is zeer gevoelig voor water. Omdat het materiaal een cellige structuur heeft, kan ingesijpeld water er niet gemakkelijk meer uit. Daardoor kan de steen kapotvriezen bij strenge vorst. Ook zure regen zorgt voor erosie. De in de regen aanwezige zuren brengen de travertijn in oplossing waardoor het wegspoelt. De steensoort is in het Nederlandse klimaat onvoldoende weervast gebleken. In Nederland is onder meer het Nationaal Monument op de Dam in Amsterdam opgebouwd uit travertijn. Het is eind twintigste eeuw volledig gedemonteerd en delen ervan, zoals de beelden, de leeuwen en de topbekleding van de naald, zijn in Duitsland geïmpregneerd met acrylhars.